# Cowin X3
La Cowin X3 è un'autovettura prodotta dalla casa automobilistica cinese Cowin dal 2016.

## Descrizione
La vettura è stata anticipata dalla concept car chiamata Cowin i-CX, presentata al Chengdu Auto Show nell'agosto 2014.
L'auto di serie è stata poi presentata al Salone dell'Auto di Pechino nell'aprile 2016 e introdotta sul mercato in Cina a giugno 2016. Il design estetico della X3 si caratterizza per la presenza della ruota di scorta nella parte posteriore.
La X3 è alimentata da un motore a benzina da 1,6 litri da 93 kW (125 CV), abbinato di serie a un cambio manuale a 5 marce e come optional è disponibile un cambio a variazione continua. Nel 2019, il motore è stato sostituito da una unità a benzina da 1,5 litri con 85 kW (116 CV). Nel 2021, in occasione di un profondo restyling che interessato sia la carrozzeria che la meccanica, è stato aggiunto alla gamma un motore a benzina turbo da 1,5 litri con 115 kW (156 CV).